# Abrocomas
Abrocomas (Grieks: Αβρόκομας) was een van de satrapen van de Perzische koning Artaxerxes II. Hij werd met een leger van 300.000 man naar Azië gestuurd om tegenstand te bieden aan Cyrus op diens mars naar Noord-Azië. Toen Cyrus aankwam in Tarsus, was Abrocomas (pas) aan de Eufraat, en bij Issus liepen vierhonderd zwaarbewapende Grieken over naar het leger van Cyrus. Abrocomas verdedigde uiteindelijk de Syrische passen niet, zoals verwacht, maar ging op weg om zich aan te sluiten bij het leger van de koning. Hij verbrandde op weg nog enkele boten, zodat Cyrus niet in staat was de Eufraat over te steken, maar kwam te laat voor de Slag bij Cunaxa.